# 成屏一级水库
成屏一级水库，是中国浙江省丽水市遂昌县成屏下淤村境内的一座水库，位于瓯江支流松阳溪上。

## 特点
1966年5月，遂昌县完成成屏水库，与此同时，1965年开始规划其上游成屏下淤村修建成屏一级水库，1969年浙江省水电设计院组织勘测，1978年列入电力预备项目。1982年2月，由于国民经济调整，列为缓建项目停工。1985年4月，列入浙江省第一期地方集资办电项目，同年10月复工。1991年底竣工。其集雨面积为185平方公里，坝高74.6米，正常库容量为4670万立方里。2008年11月，成屏一级水库大坝开始除险加固，2010年10月20日通过浙江省水利厅验收蓄水。2011年8月12日通过完工验收。